# 琼豆属
琼豆属（学名：Teyleria）是蝶形花亚科下的一个属，为多年生缠绕草本植物。该属仅有琼豆（Teyleria koorderii）一种，分布于爪哇和中国海南岛。